# 羅斯托克市政廳
羅斯托克市政廳（德語：Rostocker Rathaus）是德國城市羅斯托克的市政廳。羅斯托克市政廳是羅斯托克現存的世俗建築中歷史最古老的一座，也是波羅的海地區最重要的世俗磚砌哥特式建築之一。

## 外部連結
- Internetseite des Rathauses （页面存档备份，存于）

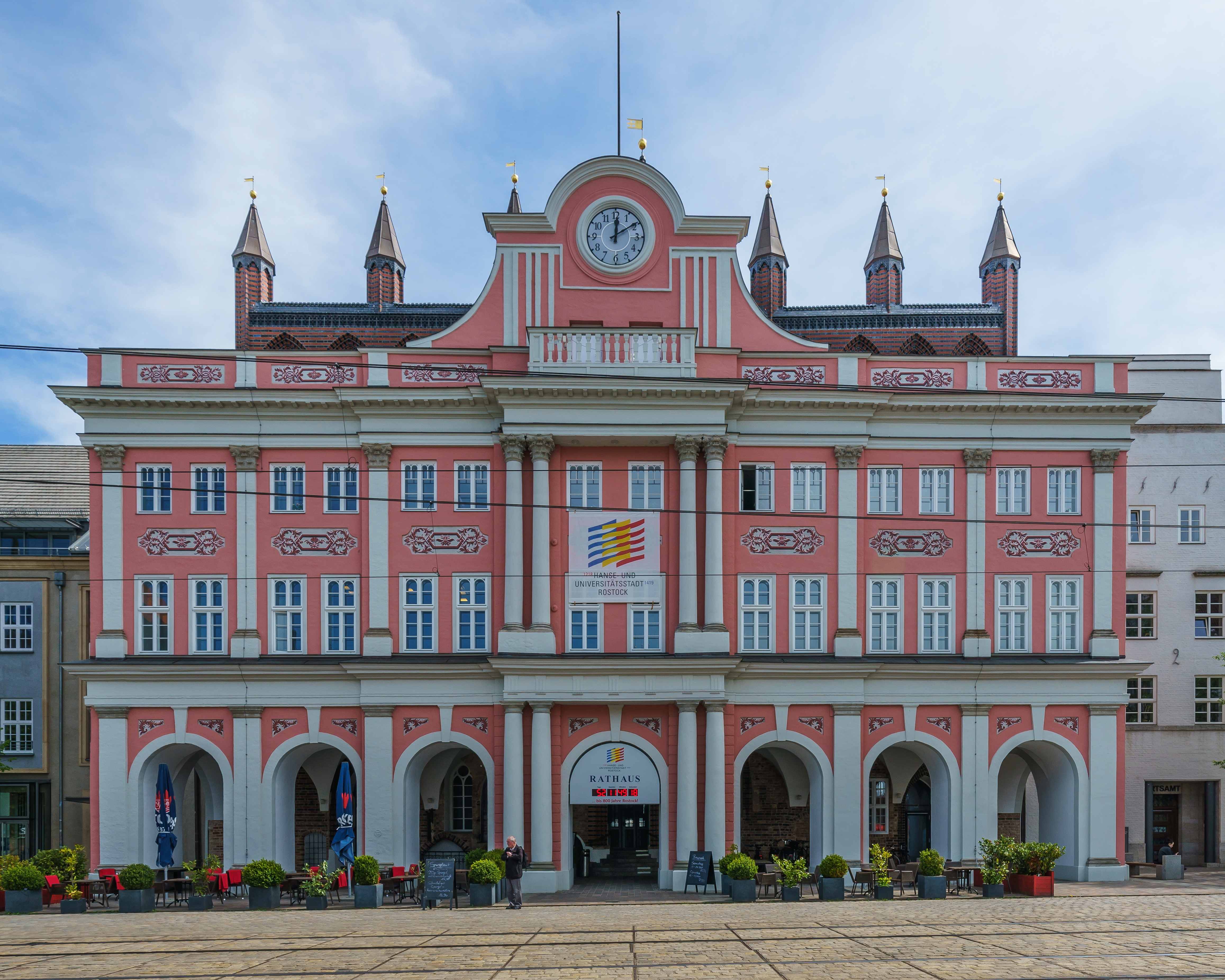
羅斯托克市政廳

- Peter Writschan: Historische Rostocker Bauwerke: Das Rostocker Rathaus. （页面存档备份，存于）